# Tuba (plongée)
Pour les articles homonymes, voir tuba.

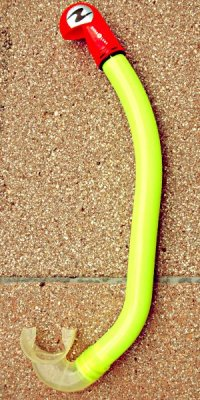
Tuba

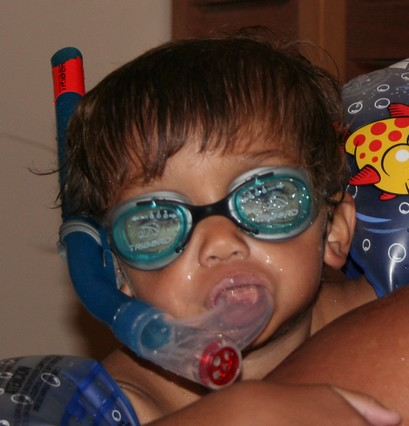
Tuba pour enfant

Un tuba est un accessoire permettant à un nageur, un plongeur bouteille, un chasseur sous-marin ou un apnéiste de progresser en surface en respirant par la bouche tout en regardant sous l'eau. Il comprend un embout en caoutchouc ou plus fréquemment en silicone, qui se place entre les dents. Le tube partant de l'embout fait un coude pour remonter vers la surface, et se termine par une cheminée rigide dépassant à l'air libre.
Pour une respiration aisée, le volume du tuba doit être adapté à l'âge et à la stature du plongeur. Un tuba de trop fort volume augmente l'espace mort anatomique - espace dans lequel la concentration en dioxyde de carbone risque d'augmenter, c'est pourquoi l'utilisation de longs tubas est impossible sous l'eau, en restreignant ainsi la profondeur d'utilisation (plus le tube est long, plus le volume mort est important).
L'embout tenu en bouche peut être constitué de deux tétines que l'on doit serrer entre les dents ou comporter une forme ergonomique collant au palais, tel un appareil dentaire. Ce type d'embout évite une crispation des muscles de la mâchoire sur les tétines.
Certains modèles sont équipés d'une purge basse qui permet, lors de l'émersion, de chasser l'eau avec moins d'efforts. Cette purge se situe juste en dessous de l'embout et avant le coude (ou dans le coude).
Aidé d'un tuba, il est possible de nager puis de plonger en apnée sous l'eau : le nageur bloque sa respiration, plonge ; lorsqu'il remonte, il peut éjecter l'eau entrée dans le tuba en soufflant sèchement, puis reprendre sa nage en surface.
Sur certains modèles, un système de flotteur - appelé balle de ping-pong - permet d'empêcher l'eau d'entrer dans le tuba si son extrémité supérieure s'enfonce sous l'eau, en bloquant celle-ci et donc a fortiori toute entrée d'eau ou d'air extérieurs. Les masques à tuba incorporé munis de ce genre de flotteur ne sont plus autorisés en France depuis 1989 car ils ne respectent pas toutes les normes de sécurité.

## Désignation
À l'origine de son invention, dans les années 1930, plusieurs termes ont été empruntés pour se référer au tuba, comme « tuyau » ou « tube ». Dans son ouvrage de 1954, Plongées sans câble, Philippe Tailliez utilisait déjà le mot « tuba ».